# Tüzérség (baseball)

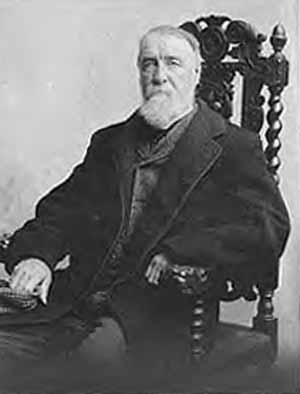
Henry Chadwick

A baseballban a tüzérség (angolul: battery) a dobó és az elkapó együttesére utal, kettőjüket tüzéreknek (batterymen) is hívják.

## Története
A „battery“ kifejezést először Henry Chadwick használta az 1860-as években, a csapat dobószemélyzetének tűzerejére utalva. A kifejezést az akkor az amerikai polgárháború alatt használt ütegek ihlették. A kifejezés később már inkább a dobó–elkapó páros kombinált hatékonyságra utalt.

## Híres tüzérségek
Bizonyos tüzérségek kiemelkedően hatékonyan működtek. Yogi Berra elkapó és Whitey Ford dobó World Series-szintű játékosok voltak, és Ford 1950-es bemutatkozó szezonjától kezdve tüzértársakként játszottak a New York Yankees csapatában. Összesen 212 játékot kezdtek együtt.
A huszadik század elején néhány prominens dobó kedvenc elkapót választott magának. Fred Lieb sportújságíró ilyen tüzérségként emelte ki az 1899-ben a New York Giants csapatában kialakult Christy Mathewson–Frank Bowerman, az 1908-ban a Philadelphia Athleticsben létrejött Jack Coombs–Jack Lapp, az 1901-ben a Boston Americans színeiben hírnevet szerző Cy Young–Lou Criger, illetve az 1911-ben a Philadelphia Philliesben létrejött Grover Cleveland Alexander–Bill Killefer párost. A korszak további sikeres tüzérségei közé tartozott az 1904-ben létrejött Ed Walsh–Billy Sullivan, illetve az először az 1923-as szezonban összeállt Walter Johnson–Muddy Ruel és Dazzy Vance–Hank DeBerry párosok.
1976-ban számos MLB-dobó preferált elkapót választott magának; melynek szokása több évtizedre kikopott a baseballból. Példának okáért Steve Carlton Philadelphia Phillies-dobó dobásait a kérésére Tim McCarver kapta el, nem a korának egyik legjobb elkapójának tartott Bob Boone. Ebben a szezonban a Carlton–McCarver páros az alapszakasz 35, illetve egy rájátszásbeli játékából 32-n kiválóan működött. Carlton és McCarver korábban a St. Louis Cardinals csapatában négy éven keresztül (1966–1969) tüzértársak voltak. A szezon egyik másik hasonló párosa volt a Detroit Tigers Mark Fidrych dobóból és Bruce Kimm elkapóból álló duója. Fidrych-nek ez volt az első szezonja az MLB-ben és babonából azt szerette volna, hogy az elkapója hozzá hasonlóan szintén elsőszezonos legyen. Fidrych a szezonban mind a 29 mérkőzését Kimm-mel kezdte meg, és a következő szezon végig alkottak egy párt.
2014. július 13-án a San Francisco Giants csapatában játszó Madison Bumgarner dobó és Buster Posey elkapó az MLB történelmének első tüzérsége lett, melynek mindkét tagja egyazon mérkőzésen grand slamet ütött, az Arizona Diamondbacks-szel szemben. Ez volt Bumgarner második grand slamje a szezonban.

## Fordítás
- Ez a szócikk részben vagy egészben  a   Battery (baseball) című angol Wikipédia-szócikk ezen változatának fordításán alapul.  Az eredeti cikk szerkesztőit annak laptörténete sorolja fel. Ez a jelzés csupán a megfogalmazás eredetét és a szerzői jogokat jelzi, nem szolgál a cikkben szereplő információk forrásmegjelöléseként.